# Lomatogonium rotatum
Lomatogonium rotatum — вид трав'янистих рослин родини тирличеві (Gentianaceae), поширений у Північній Америці та Євразії. Етимологія: лат. rotatum — «колесоподібний»

## Опис
Однорічні рослини 15–40 см заввишки. Стебла прямі, кутові, сильно розгалужені, голі. Листки сидячі, від лінійних до широко-ланцетних, 1.5–4.3 × 0.2–0.4 см, основи тупі, верхівки загострені. Суцвіття — зазвичай багатоквіткові волоті. Квітконіжки до 8 см, кутові, голі. Чашечок трубки 1–1.5 мм; лопаті від лінійних до лінійно-ланцетних, 0.8–2.2(2.7) см, вершини загострені. Віночок блідо-блакитний, з темно-синіми лініями, 2–3 см в діаметрі, трубки 1–1.5 мм; лопаті від еліптично-ланцетних до еліптичних, 1.5–2.5 см, вершини від загострених до тупих. Пиляки сині, вузько еліпсоїдні, 3–4.5 мм. Капсули від вузько-еліпсоїдних до оберненояйцевидо-еліпсоїдних, 1.5–2.5 см. Насіння світло-коричневе, кулясте, 0.3–0.4 мм в діаметрі; шкірка гладка.

## Поширення
Вид має циркумбореальне й альпійське поширення в Північній Америці та Євразії (Канада, Китай, Казахстан, Монголія, Гренландія, Ісландія, Росія, США). Мешкає на вологих ґрунтах, повних сонячного світла, часто у вологих болотах, на луках.

## Галерея

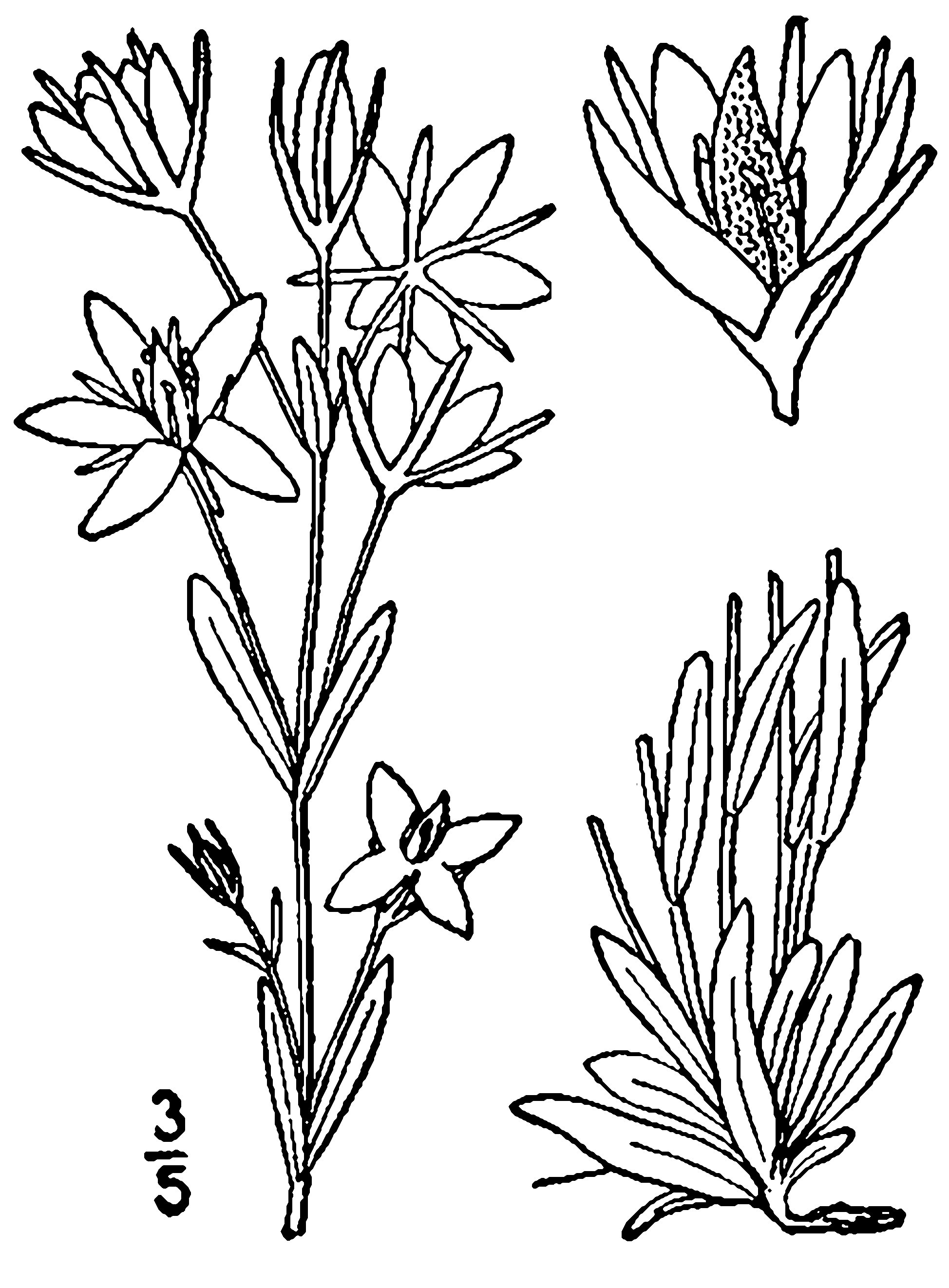